# ماه سرخ
ماه سرخ (ایتالیایی: Luna rossa) یک فیلم جنایی درام ایتالیایی به کارگردانی آنتونیو کاپوئانو است که در سال ۲۰۰۱ منتشر شد. این فیلم در بخش رقابت‌های پنجاه و هشتمین دورهٔ جشنواره فیلم ونیز به نمایش درآمد.

## بازیگران
- کارلو چکی
- لیچا مالیتا
- تونی سرویلو